# مخطاف أحمر

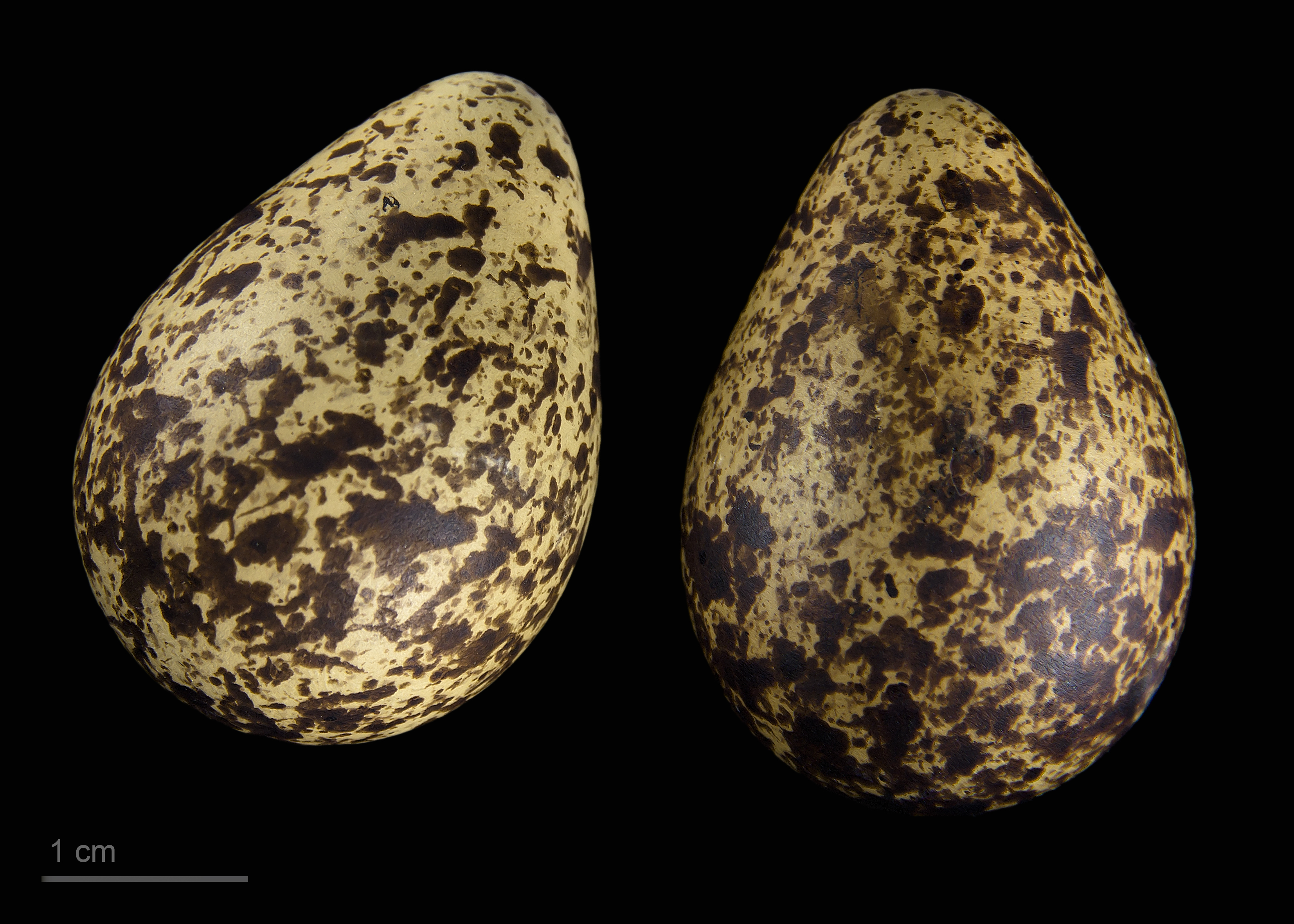
Phalaropus fulicarius

مِخطاف أحمر  أو فلروب أحمر (الاسم العلمي:Phalaropus fulicarius) (بالإنجليزية: Red Phalarope)‏ هو نوع من الطيور يتبع جنس الفلروب من فصيلة دجاج الارض.